# Leptospiraceae
Leptospiraceae ist in der Taxonomie eine Familie der Bakterien. Sie zählt zu den Spirochäten. In der Gattung Leptospira sind einige wichtige Krankheitserreger für den Menschen und Tieren zu finden.

## Merkmale

### Erscheinungsbild
Die Vertreter der Leptospiraceae sind gramnegative, sehr dünne, schraubenförmige Bakterien von rund 0,1–0,3 μm Durchmesser und 3,5–20 μm Länge. Zellen im Ruhezustand haben hakenförmige Enden. Die Bakterien sind begeißelt, so hat zum Beispiel die Gattung Leptospira zwei Endoflagellen, die um den Protoplasmazylinder gewunden sind und somit eine Bewegung durch das Rotieren ermöglichen.

### Stoffwechsel
Diese Bakterien sind chemoorgano-heterotroph und aerob. Langkettige Fettsäuren und Fettalkohole dienen als Kohlenstoffquelle und Energielieferant. Aminosäuren werden nicht genutzt.

### Pathogenität
Die Gattung Leptospira ist für viele verschiedene Säugetierarten und auch für den Menschen ein wichtiger Krankheitserreger. Das Serovar Muenchen von der Art Leptospira interrogans und das Serovar Bratislav von der gleichen Art können die Leptospirose der Schweine auslösen und u. a. Aborte verursachen. Für das Serovar Canicola sind Hunde die Hauptwirte. Hunde werden außerdem von Icterohaemorrhagiae und von dem Serovar Grippotyphosa der Art Leptospira kirschneri befallen. In Farmen können Pelztiere z. B. über Futter mit Leptospira infiziert werden. Leptospira kann auch bei den Menschen Krankheiten hervorrufen. Humanpathogene Bakterien sind in der Art L. interrogans zu finden. Sie verursachen die sogenannte Leptospirose. Andere Arten von Leptospira sind freilebend, z. B. die Art L. biflexa.
Leptonema illini gilt für den Menschen als ungefährlich und wird der Risikogruppe 1 zugeordnet und gehört folglich zu den Bakterien, „bei denen es unwahrscheinlich ist, dass sie beim Menschen eine Krankheit hervorrufen“ (§ 3 Biostoffverordnung). Leptonema wurde im Blut eines gesunden Stiers gefunden. Auch die Gattung Turneriella wird als ungefährlich eingestuft.

## Systematik
Die Familie der Leptospiraceae steht in der Ordnung der Spirochaetales, die neben dieser Familie noch drei weitere umfasst: Brachyspiraceae, Brevinemataceae und Spirochaetaceae. Nach neuen phylogenetischen Untersuchungen von 2013 durch Gupta u. a. an den Vertretern dieser Spirochäten-Familien wurde vorgeschlagen, die Familien wegen ihrer deutlichen Unterschiede in den Rang einer Ordnung zu erheben (siehe auch Vorschlag einer veränderten Systematik der Spirochaetaceae). Damit wären die Leptospiraceae die einzige Familie in der neuen Ordnung Leptospiriales. Üblicherweise werden derartige Änderungen erst mit Neuauflage des wichtigen Referenzwerks der phylogenetischen Systematik der Bakterien, Bergey's Manual of Systematic Bacteriology, anerkannt.
Innerhalb der Leptopsiraceae gibt es drei Gattungen (Stand April 2018), Leptospira ist die Typusgattung der Familie.
- Leptonema Hovind-Hougen 1983
- Leptospira Noguchi 1917 emend. Faine & Stallman 1982
- Turneriella Levett et al. 2005